# Maria Garland
Johanne Maria Nathalia Garland (født Svendsen; 16. maj 1889 i København – 26. oktober 1967 i Flensborg) var en dansk skuespillerinde.

## Liv og karriere
Maria Garland var datter af forvalteren Søren Christian Svendsen (1863 - 1901) og hustru Selma Nathalia Gad (1863 - 1927). Hun debuterede som skuespiller den 3. maj 1914 på Folketeatret som Camilla i "Et københavnsk hjem".
Af hendes teaterroller huskes bl.a. Magdelone i Henrich og Pernille (Holberg), Else Skolemesters i Barselstuen (Holberg), Fru Krans i Eventyr paa Fodreisen (Hostrup), Tante Et i Skærmydsler (Gustav Wied) og Marta Boman i Swedenhielms (Hjalmar Bergman). I Colombe (Anouilh) spillede Maria Garland først den mindre rolle som Madame Georges, men rykkede senere op i hovedrollen som Madame Alexandra.
1945 fik hun Teaterpokalen og blev 1952 Ridder af Dannebrog.

## Udvalgt filmografi
- Nyhavn 17 – 1933
- Lynet – 1934
- Flugten fra millionerne – 1934
- Nøddebo Præstegård – 1934
- Barken Margrethe af Danmark – 1934
- København, Kalundborg og - ? – 1934
- Fange nr. 1 – 1935
- Mille, Marie og mig – 1937
- I dag begynder livet – 1939
- Familien Olsen – 1940
- Pas på svinget i Solby – 1940
- Tror du jeg er født i går? – 1941
- Far skal giftes – 1941
- Søren Søndervold – 1942
- Forellen – 1942
- Frøken Vildkat – 1942
- Alle mand på dæk – 1942
- Et skud før midnat – 1942
- Ebberød Bank – 1943
- Det brændende spørgsmål – 1943
- Hans onsdagsveninde – 1943
- En pige uden lige – 1943
- Mine kære koner – 1943
- To som elsker hinanden – 1944
- Den usynlige hær – 1945
- Ditte Menneskebarn – 1946
- Soldaten og Jenny – 1947
- Manu – 1947
- Lykke på rejsen – 1947
- Familien Swedenhielm – 1947
- Mens porten var lukket – 1948
- Vi vil ha' et barn – 1949
- De røde heste – 1950
- Dorte – 1951
- Hold fingrene fra mor – 1951
- Det gamle guld – 1951
- Husmandstøsen – 1952
- Sønnen – 1953
- Hejrenæs – 1953
- Sukceskomponisten – 1954
- Min datter Nelly – 1955
- Det lille hotel – 1958
- Mor skal giftes – 1958
- Baronessen fra benzintanken – 1960
- Komtessen – 1961
- Den rige enke – 1962
- Hvis lille pige er du? – 1963
- Gys og gæve tanter – 1966
- Tre små piger – 1966